# Курихин, Никита Фёдорович
Никита Фёдорович Кури́хин (1922 — 1968) — советский кинорежиссёр и сценарист. Член ВКП(б) с 1944 года.

## Биография
Н. Ф. Курихин родился в Москве 1 декабря 1922 года в семье актёра Ф. Н. Курихина.
С 1941 года по 1947 год служил в рядах Советской Армии. Во время Великой Отечественной войны обслуживал радиостанции АДД ВВС.
В 1953 году окончил режиссёрский факультет ВГИКа (мастерская Л. В. Кулешова). В 1953—1958 годах работал ассистентом режиссёра, затем режиссёром на «Моснаучфильме». Автор ряда научно-популярных фильмов, сюжетов и очерков. (Об этом периоде работы Никиты Курихина, к сожалению, почти ничего не известно.)
С 1958 года — режиссёр-постановщик киностудии «Ленфильм».
И в этом же году поставил свой первый полнометражный художественный фильм «Последний дюйм» (совместно с Т. Ю. Вульфовичем).
Над картиной «Жаворонок» Никита Курихин работал с Л. И. Менакером.
Как вспоминал Леонид Менакер: «О Курихине на студии говорили, что он замечательный монтажёр, но не умеет работать с актёрами, даже побаивается их. Моя задача была — помочь с актёрами. В результате я стал равным сопостановщиком. Вместе мы сняли ещё одну картину Не забудь… станция Луговая».
Погиб в автомобильной аварии на своём «Запорожце» (ЗАЗ-965) вместе с женой 6 июля 1968 года по дороге на отдых в Прибалтику.

## Фильмография

#### Режиссёр-постановщик
1. 1956 — Старт в стратосфере (научно-популярный, совместно с Т. Ю. Вульфовичем)
2. 1958 — Если бы горы могли говорить... (научно-популярный, совместно с Т. Ю. Вульфовичем)
3. 1958 — Последний дюйм (совместно с Т. Ю. Вульфовичем)
4. 1960 — Мост перейти нельзя (совместно с Т. Ю. Вульфовичем)
5. 1961 — Барьер неизвестности[2]
6. 1964 — Жаворонок (совместно с Л. И. Менакером)
7. 1966 — Не забудь… станция Луговая (совместно с Л. И. Менакером)
8. 1968 — Листки автобиографии (документальный)

#### Сценарист
1. 1968 — Листки автобиографии (документальный)

## Признание и награды
- 1960 — ВКФ (Вторая премия по разряду детских фильмов, за фильм «Последний дюйм»)
- Приз «Золотое перо» фильму «Барьер неизвестности» на II МКФ авиационных фильмов и фильмов о космосе в Виши, Франция (1965)[2].
- Премьера фильма «Жаворонок» состоялась в конкурсе Каннского кинофестиваля 1965 года[3].
- два ордена Красной Звезды (11.5.1944; 14.9.1945)
- медаль «За оборону Москвы» (1.5.1944)
- медаль «За оборону Сталинграда» (22.12.1942)
- Медаль За оборону Ленинграда (15.12.1944)
- Медаль За победу над Германией (9.05.1945)